# Kate Bang
Kate Bang, född Herforth 4 februari 1892 i Köpenhamn, död 23 augusti 1976 i Hilleröd, var en dansk författare.

## Biografi
Kate Bangs farfar var den danske politikern Christian Herforth. Hennes far var grosshandlaren Joseph Herforth och hennes mor hette Dora Petersen. Kate Bang gifte sig som 18-åring med advokaten Otto Bang 1910 och fick med denne två barn. Skilsmässan trädde i kraft 1914. 

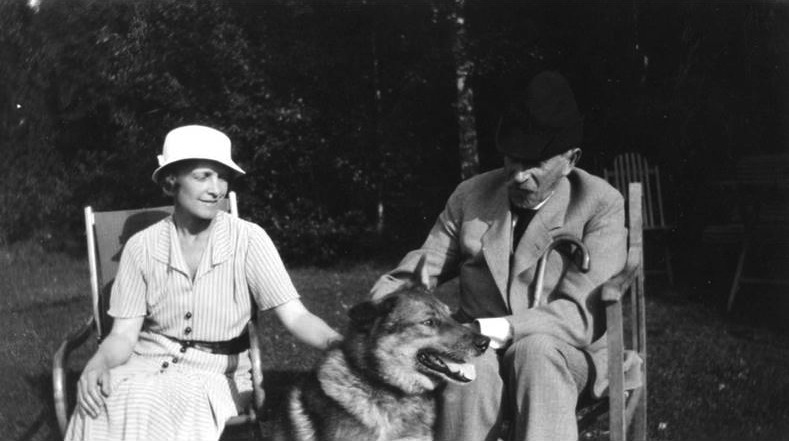
Kate Bang och Verner von Heidenstam i Övralids trädgård.

Kate Bang blev i februari 1916 bekant med författaren Verner von Heidenstam, med vilken hon snart utvecklade en nära relation som blev av stor betydelse för dem båda. Åren 1916–1925 följde hon honom under hans resor i Sverige och utomlands och bodde periodvis, fram till 1937, på Heidenstams gård Övralid. Bang och Heidenstam gled så småningom isär, och Bang vistades allt kortare perioder på Övralid. En definitiv brytning mellan de båda ägde rum i augusti 1937 – från att ha varit huvudarvtagare till Heidenstam, ströks hon ur hans testamente 1937.
Bang hade under 1930-talet en relation till den danske advokaten Vagn Aagesen som varade till dennes död 1939. Senare hade hon en nära relation till litteraturhistorikern Fredrik Böök, ordförande i Övralidsstiftelsen. De blev tillsammans ett författarpar.
År 2009 instiftades Kate Bang-priset av Övralidsstiftelsen. Priset tilldelas unga forskare och författare. 
År 2015 offentliggjordes Bangs dagböcker och fotografier, vilka låg till grund för Martin Kylhammars bok Ett hemligt liv: Verner von Heidenstam och Kate Bang (2019).